# کلوین جان
کلوین جان (انگلیسی: Kelvin John؛ زادهٔ ۱۰ ژوئن ۲۰۰۳) بازیکن فوتبال است.
از باشگاه‌هایی که در آن بازی کرده‌است می‌توان به باشگاه فوتبال خنک اشاره کرد.
وی همچنین در تیم‌های ملی فوتبال زیر ۱۷ سال و زیر ۲۰ سال و بزرگسالان تانزانیا بازی کرده‌است.